# Royal Scottish National Orchestra
Das Royal Scottish National Orchestra ist Schottlands nationales Sinfonieorchester. Dem in Glasgow ansässigen Orchester gehören 89 Musiker an, die auch regelmäßig in Edinburgh, Aberdeen, Dundee und im Ausland auftreten.

## Geschichte
Das 1891 als Scottish Orchestra gegründete Ensemble tritt ohne Unterbrechung seit 1950 auf und wurde 1991 unter königliche Schirmherrschaft gestellt. Für eine kurze Zeit nannte es sich daraufhin Royal Scottish Orchestra, bevor es seinen Namen in Royal Scottish National Orchestra änderte.
Unter seinem ersten schottischstämmigen und längstdienenden Dirigenten, Sir Alexander Gibson, begann das Orchester ein internationales Profil zu entwickeln. Passend zu Gibsons eigenem Fachgebiet, wurde das Orchester bekannt für seine Interpretationen skandinavischer Komponisten, besonders Jean Sibelius und Carl Nielsen. Diese Ausrichtung verfestigte sich unter der Leitung von Neeme Järvi, der das Orchester auch durch seinen ersten kompletten Gustav-Mahler-Zyklus führte. Bryden Thomson, der zweite Schotte, der das Orchester leitete, erhielt die Verbundenheit zu nordischer Musik aufrecht, unter anderem mit einem Aufführungszyklus von Nielsens Sinfonien und der Aufnahme der vierten und sechsten Sinfonie Nielsens, die zu den besten der Welt gezählt werden.
Das RSNO spielt normalerweise in der Henry Wood Hall in Glasgow, in der auch die Aufnahmen entstehen. Jedoch sieht es das Orchester als seine besondere Verpflichtung an, in ganz Schottland aufzutreten, und besucht dabei besonders die Glasgow Royal Concert Hall, Usher Hall, Edinburgh (vorübergehend Edinburgh Festival Theatre), Dundee Caird Hall, Aberdeen Music Hall, Perth Concert Hall und Eden Court Inverness regelmäßig.
Das Orchester hatte in den 1980er und 1990er Jahren einen langjährigen Verwertungsvertrag mit Chandos Records, der vor kurzem erneuert wurde. Heute nimmt es meist für Naxos Records auf, darunter besonders einen Sinfonienzyklus von Anton Bruckner unter Leitung von Georg Tintner, Sinfonienzyklen von Arnold Bax mit David Lloyd-Jones und einige Aufnahmen amerikanischer Kompositionen (darunter die kompletten orchestralen Werke Samuel Barbers) unter der Leitung von Marin Alsop. Im Mai 2007 wurde die erste Aufnahme unter Stéphane Denève veröffentlicht. Dieser erste Teil eines kompletten Zyklus aller Werke Albert Roussels für Orchester wurde im Vorfeld mit Spannung erwartet und gewann im November den Diapason d’or de l’année für Sinfoniemusik. Die zweite CD des Zyklus wurde 2008 unter großem Beifall der Kritiker veröffentlicht.
Das Orchester wird vom RSNO-Chor unterstützt, der bereits 1843 gegründet wurde, um die erste komplette Aufführung von Händels Messiah in Schottland im April 1844 zu singen. Der Chor tritt nicht nur zusammen mit dem Orchester auf, sondern geht auch eigenständig auf Tournee ins Ausland. Chorleiter ist seit 2006 Timothy Dean.
Die künstlerische Leitung des RSNO wurde vom Musikdirektor Stéphane Denève und Assistenzdirigenten David Danzmayr mit Simon Woods als Hauptgeschäftsführer geführt. Denève trat sein Amt 2005 an und führte dies bis 2012 weiter. In seiner Amtszeit wurde im April 2007 das Orchester als eines von fünf schottischen Ensembles bestimmt, die direkt durch die schottische Regierung unterstützt werden (vorher wurde das Orchester durch das Scottish Arts Council unterstützt).
2012 folgte als Musikdirektor Peter Oundjian, der bis 2018 amtierte. Im September 2018 übernahm Thomas Søndergård das Amt des Musikdirektors, sein Vertrag wurde bis 2024 verlängert.

## Dirigenten
| - Thomas Søndergård (seit 2018) - Peter Oundjian (2012–2018) - Stéphane Denève (2005–2012) - Alexander Lazarev (1997–2005) - Walter Weller (1991–1996) - Bryden Thomson (1988–1990) - Neeme Järvi (1984–1988) - Alexander Gibson (1959–1984) - Hans Swarowsky (1957–1959) - Karl Rankl (1952–1957) - Walter Susskind (1946–1952) | - Warwick Braithwaite (1940–1946) - George Szell (1937–1939) - John Barbirolli (1933–1936) - Vladimir Golschmann (1928–1930) - Václav Talich (1926–1927) - Landon Ronald (1916–1920) - Emil Młynarski (1910–1916) - Frederic Hymen Cowen (1900–1910) - Wilhelm Bruch (1898–1900) - Willem Kes (1895–1898) - George Henschel (1893–1895) |